# Síndrome del pequeño emperador
El denominado síndrome del pequeño emperador (chino: 八零後) es un término compuesto usado para referirse a los hijos únicos chinos en general, a partir de algunos de los efectos a mediano y largo plazo generados por la política oficial homónima (la cual fue lanzada en 1979 por el entonces gobierno encabezado por Deng Xiaoping).
Atribuido con mayor frecuencia al incremento del poder adquisitivo dentro de la unidad familiar y al deseo de los padres de que sus hijos experimenten los beneficios económicos que les fueron negados a ellos mismos cuando eran niños, cuando comenzaba la apertura y modernización económica china, el síndrome resulta del hecho de que estos hijos únicos sean el centro de atención de sus padres y abuelos.
Descrito como un problema “tan agudo que está cambiando cómo funciona la sociedad [china]” el complejo del pequeño emperador ha generado un efecto colateral que “los arquitectos de la política de hijo único de China nunca podrían haber previsto”. Es una “bomba de tiempo de conducta”
El fenómeno de los “pequeños emperadores” es básicamente urbano, ya que la política del hijo único no ha sido rigurosamente implementada en las regiones rurales (donde según el censo chino del 1° de noviembre de 2010 todavía vive el 50,32% de la población china, De hecho, muchas familias que ya tienen una hija buscan concebir un varón para que cuando crezca los ayude en las faenas del campo, máxime cuando la agricultura china todavía no es muy mecanizada. Por otro lado el pujante crecimiento económico chino de las últimas tres décadas no ha tenido un impacto tan grande fuera de los centros urbanos (los salarios medios en las ciudades suelen ser de entre 3 y 4 veces mayores que los ingresos rurales).

## Implicaciones socioeconómicas
El crecimiento económico experimentado en China durante más de tres décadas ha elevado enormemente el ingreso per capita, sobre todo en las áreas urbanas (en las cuales suele ser de entre 3 y 4 veces mayor que en las rurales). Asimismo, a medida que has mujeres han comenzado a estar crecientemente representadas en la fuerza laboral, han surgido cada vez más familias con dos fuentes de ingresos.
Este muy mejorado poder de compra junto al excesivo consentimiento de los hijos únicos es la causa del incremento de gastos en los niños. Desde juguetes hasta ropas, los padres visten a su hijo o hija de bienes materiales y suelen ceder a cada demanda de él o de ella, por lo que no es infrecuente que los niños sean los “miembros mejor vestidos de sus familias”
Incluso recientemente se ha vuelto común que casi la mitad del ingreso familiar sea gastado en el niño.
Este efecto se ha vuelto lo suficientemente considerable como para ser detectado a escala global, debido a que como casi un quinto de la población mundial vive en China, esta tiene un gran peso estadístico en términos demográficos y -sobre todo durante los últimos años- también económicos. Por ejemplo, algunos grupos especializados en mercadotecnia (marketing) atribuyen la casi duplicación de las ventas de joyería de platino a la “generación malcriada de China”.
Los pequeños emperadores también soportan el peso de las altas expectativas depositadas en ellos por sus respectivas familias. Los padres que sienten que perdieron sus respectivas posibilidades de mejora personal cuando eran muy jóvenes a causa del grave caos o desbarajuste económico causado por la Revolución Cultural de 1966-1976 (el denominado “síndrome de compensación”),) ponen una gran presión en estos niños para que tengan éxito y sean competitivos académicamente.
Desde una temprana edad los padres empujan a su único hijo hacia extremos educativos mientras consienten sus caprichos; “aunque muchos de estos niños precoces pueden recitar el alfabeto inglés o leer periódicos en caracteres chinos tradicionales para cuando tienen 10 [años] sus padres con frecuencia todavía realizan tareas básicas por ellos: arreglarles el cabello, atarles [los cordones de] los zapatos, limpiarles la cola”.
Los internados escolares, las clases particulares de inglés, lecciones de música y un abanico adicional de actividades extracurriculares se han vuelto algo común, aunque después de una dura competencia sólo un dos por ciento de los pequeños emperadores serán capaces de estudiar en una universidad.
Un factor frecuentemente asociado con este síndrome es el de una estructura familiar del tipo cuatro-dos-uno, la cual se refiere al desdoblamiento de la tradicionalmente grande familia china en 4 abuelos y 2 padres que contribuyen a dotar a un solo niño.
Más allá de la obvia canalización adicional de recursos hacia los caprichos y el potencial del hijo único, esta reconfiguración 4-2-1 de la estructura familiar ha tenido distintas ramificaciones para la familia china. Los pequeños emperadores surgidos como efecto colateral imprevisto de la política de hijo único, han distorsionado la familia tradicional china, tanto que se ha vuelto prácticamente irreconocible respecto de la histórica, ya que “en el pasado, el poder en un hogar partía del padre, quien regía sobre una multitud de hijos”.
Actualmente las estructuras hogareñas giran enteramente alrededor del hijo único. Este cambio respecto de las anteriores estructuras que apoyaban la cultura de rectitud filial ha causado bastante preocupación; “tradicionalmente, una gran cantidad de hijos, particularmente varones, era visto como prueba del nivel de una familia y garantizaba la continuidad de las costumbres de honrar a los ancestros”.
El tema más saliente se deriva de la preocupación acerca de quién cuidará a los ancianos. Aparte de un cambio potencialmente radical en las normas culturales relacionadas al trato de los mismos, esta nueva estructura familiar representa un problema problema demográfico, en el cual “la composición de la población [económicamente] dependiente está desplazándose de los niños hacia la población anciana”.

## Implicaciones psicológicas
Se ha informado que la combinación de un extremo consentimiento con una inmensa presión para destacarse en su educación ha resultado en una limitación del crecimiento social y emocional.
El percibido desbarajuste de los pequeños emperadores es un tema exagerado en los medios y “el gobierno ha [tratado de] de lidiar con el problema del Pequeño Emperador a través de frecuentes historias precautorias en la prensa” Las historias más extremas muestran a niños ahorcándose después de que se les hubiese negado dulces o incluso casos de matricidios como respuesta por haber sido regañados o recibido tarde la cena.
La discusión acerca de los pequeños emperadores ha llegado a saturar el debate público y su relación a la política de hijo único, sobre todo dentro de los medios locales chinos. Sin embargo, algunos estudios psicológicos realizados al respecto no apoyan esta visión, o, en todo caso, ofrecen resultados mixtos. Los resultados de estudios más antiguos son inconsistentes con otros más nuevos, que sugieren que no hay diferencias consistentes entre los hijos únicos y aquellos que tienen uno o más hermanos.